# Betschart

Familienwappen

Betschart ist ein in der Schweiz weit verbreiteter Familienname. Die Träger des Namens stammen ursprünglich aus Innerschwyz, dem südlichen Teil des Kantons Schwyz, wo der Familienname seit dem 14. Jahrhundert in den Alt-, Nidwässer- und Muotathaler-Viertel nachgewiesen ist.

## Namensträger
| Name                        | Lebensdaten     | Herkunft      | Bereich     | Bekannt für                                       |
| --------------------------- | --------------- | ------------- | ----------- | ------------------------------------------------- |
| Franz Betschart             | (1871–1949)     | Schweizer     | Sport       | Schwinger                                         |
| Hermann Betschart           | (1910–1950)     | Schweizer     | Sport       | Ruderer                                           |
| Alois Betschart             | (1926–1978)     | Schweizer     | Musik       | Volksmusiker                                      |
| Anneliese Betschart         | (1930–1982)     | Schweizerin   | Kunst       | Schauspielerin und Regisseurin                    |
| Gerold Betschart            | (1941–........) | Schweizer     | Staatswesen | Richter                                           |
| Hanspeter Betschart         | (1951–........) | Schweizer     | Klerus      | katholischer Theologe, Pfarrer und Schriftsteller |
| Hansjörg Betschart          | (1955–........) | Schweizer     | Kunst       | Schriftsteller und Regisseur                      |
| Hermann Betschart           | (1910–1950)     | Schweizer     | Sport       | Ruderer                                           |
| Martin Betschart            | (1963–........) | Schweizer     | Sport       | Coach, Buchautor und TV-Talkmaster                |
| Kurt Betschart              | (1968–........) | Schweizer     | Sport       | Radrennfahrer                                     |
| Wisi Betschart              | (1976–........) | US-Amerikaner | Sport       | Skirennfahrer                                     |
| Gabriela Betschart          | (1981–........) | Schweizerin   | Film        | Kamerafrau und Regisseurin                        |
| Sandra Betschart            | (1989–........) | Schweizer     | Sport       | Fußballspielerin                                  |
| Nina Brunner geb. Betschart | (1995–........) | Schweizerin   | Sport       | Volleyball- und Beachvolleyballspielerin          |
| Mara Betschart              | (2000–........) | Schweizerin   | Sport       | Beachvolleyballspielerin                          |